# Vrajalé
Vrajalé (en macédonien Вражале, en albanais Vrazhalla) est un village du nord de la Macédoine du Nord, dans la municipalité de Zelenikovo. Le village comptait 102 habitants en 2002. Il est majoritairement albanais.

## Démographie
Lors du recensement de 2002, le village comptait :
- Albanais : 101
- Autres : 1